# Brædstrup Sogn
Brædstrup Sogn (indtil 2005 kaldt Ring Sogn) er et sogn i Horsens Provsti (Århus Stift).
I 1800-tallet var Føvling Sogn anneks til Ring Sogn. Begge sogne hørte til Tyrsting Herred i Skanderborg Amt. Ring-Føvling sognekommune blev ved kommunalreformen i 1970 indlemmet i Brædstrup Kommune, der ved strukturreformen i 2007 indgik i Horsens Kommune.
I Brædstrup Sogn ligger Brædstrup Kirke.
I sognet ligger byen Brædstrup og landsbyen Ring.
I Brædstrup Sogn findes følgende autoriserede stednavne:
- Bavnehøj (areal)
- Brokhøj (areal, bebyggelse)
- Brædstrup (bebyggelse, ejerlav)
- Ring (bebyggelse, ejerlav)
- Ring Skov (areal)
- Ringskov (bebyggelse)
- Sømosen (bebyggelse)